# Tetrathemis godiardi
Tetrathemis godiardi là loài chuồn chuồn trong họ Libellulidae. Loài này được Lacroix mô tả khoa học đầu tiên năm 1921.